# هاياتو إكيكيا
هاياتو إكيكيا (باليابانية: 池ヶ谷 颯斗) (30 مارس 1992 في سابورو في اليابان – )؛ هو لاعب كرة قدم ياباني سابق كان يلعب كلاعب وسط.

## وصلات خارجية
- هاياتو إكيكيا على موقع رابطة كرة القدم اليابانية للمحترفين (اليابانية)
- هاياتو إكيكيا على موقع قاعدة بيانات كرة القدم.إي يو (الإنجليزية)
- هاياتو إكيكيا على موقع Soccerway.com (الإنجليزية)
- هاياتو إكيكيا على موقع عالم كرة القدم.نت (الإنجليزية)